# Казахфильм
«Каза́хфильм» и́мени Шаке́на Айма́нова (каз. Шәкен Айманов атындағы «Қазақфильм» Ұлттық киностудиясы) — крупнейшая казахская киностудия художественных, мультипликационных и документальных фильмов, расположенная в городе Алматы (Алма-Ате). Носит имя советского казахского актёра, режиссёра театра и кино Шакена Кенжетаевича Айманова.

## История
В 1934 году была образована Алма-Атинская студия кинохроники. В 1936 году на ней начали выпускать документальные фильмы. В 1939 году на киностудии «Ленфильм» был снят первенец казахского художественного кино — фильм «Амангельды». 12 сентября 1941 года на основании Постановления Совета Народных комиссаров Казахской ССР № 762 была образована Алма-Атинская киностудия (художественных фильмов).
15 ноября 1941 года Алма-Атинская киностудия слилась с эвакуированными в Казахстан киностудиями «Мосфильм» и «Ленфильм». Директорм Центральной объединенной киностудии (ЦОКС) был назначен Михаил Тихонов. Организацию производственного процесса студии курировал Константин Полонский, с октября 1941 года уполномоченный Комитета по делам кинематографии при СНК СССР по делам эвакуированных киностудий.
В 1941 году на студии была завершена работа над оптимистичной комедией Ивана Пырьева «Свинарка и пастух». Несмотря на сложности военного времени, в павильонах ЦОКС были развёрнуты съёмки фильма «Иван Грозный» Сергея Эйзенштейна, потребовавшие огромных денежных затрат. «Боевые киносборники», состоявшие из короткометражных агитационных новелл, прославляли смелость и мужество советских воинов, непоколебимый дух советского народа, высмеивали фашистских оккупантов. В 1942 году на экраны вышел первый полнометражный фильм на военную тему — «Секретарь райкома» Ивана Пырьева о партизанской борьбе с захватчиками, в 1943 году — «Она защищает Родину» Фридриха Эрмлера с Верой Марецкой в главной роли. Фильм рассказывал о судьбе русской женщины, возглавившей партизанский отряд. В том же году вышли фильмы по сценариям Константина Симонова «Парень из нашего города» и «Жди меня» (режиссёры Александр Столпер и Борис Иванов). Патриотическая тема была главной и в фильме «Нашествие» по пьесе Леонида Леонова (1945, режиссёр Абрам Роом). В годы Великой Отечественной войны на ЦОКС было снято 80 % всех отечественных художественных фильмов.
25 января 1944 года Алма-Атинская киностудия была переименована в Алма-Атинскую киностудию художественных и хроникальных фильмов. В 1944 году началось возвращение киностудий «Мосфильм» и «Ленфильм» на свои родные площадки, где в том же году возобновились съёмки.
С 1945 по 1952 год на Алма-Атинской киностудии художественных и хроникальных фильмов были сняты всего три фильма — «Песни Абая», «Золотой Рог» и «Джамбул».
9 января 1960 года приказом Министерства культуры Казахской ССР Алма-Атинская киностудия художественных и хроникальных фильмов переименована в киностудию «Казахфильм».
8—9 января 1963 года состоялся первый учредительный съезд Союза кинематографистов Казахской ССР, первым секретарём избран Шакен Айманов. 28 мая 1963 года был создан Государственный Комитет Совета Министров Казахской ССР по кинематографии — Госкино Казахской ССР (1963—1988).
В 1967 году в Казахстане начался выпуск мультипликационных фильмов. Первым казахским мультфильмом стал фильм «Почему у ласточки хвост рожками» Амена Хайдарова. До 1968 года киностудия была размещена в здании Дворца культуры (улица Богенбай батыра, 134), где в настоящее время располагаются Казахская Государственная филармония имени Жамбыла. В 1968—1981 годах для киностудии был построен новый комплекс зданий в южной части города на площади в 19 га (проспект Аль-Фараби, 176).
В 1984 году киностудии было присвоено имя деятеля национальной кинематографии Шакена Айманова.
В 1985 году киностудия была преобразована в Республиканское творческо-производственное объединение — РТПО «Казахфильм» имени Ш. Айманова. 20 августа 1996 года РТПО «Казахфильм» имени Ш. Айманова было реорганизовано путём разделения на Казахскую кинофабрику имени Ш. Айманова (материально-техническая база) и Национальный продюсерский центр РК (организация творческого процесса, работа с независимыми продюсерскими студиями).
28 марта 2000 года Казахская кинофабрика «имени Ш. Айманова», Национальный продюсерский центр РК, Казкинопрокат и Госфильмофонд были реорганизованы путём слияния в Республиканское государственное казённое предприятие — РГКП Национальная компания «Казахфильм» имени Ш. Айманова. Генеральным директором был назначен Баккожа Касымжанович Касымжанов.
Постановлением Правительства Республики Казахстан от 06 июня 2005 года № 563 «О некоторых вопросах республиканских государственных предприятий» Республиканское государственное казённое предприятие «Национальная компания „Казахфильм“ имени Ш. Айманова» было преобразовано в Акционерное общество «Казахфильм» имени Ш. Айманова".
23 ноября 2023 года «Казахфильму» присвоено название Акционерное общество «Национальная киностудия „Казахфильм“ имени Шакена Айманова».

### Отчуждение территории киностудии
После распада СССР киностудия общей стоимостью в 300 млн долларов со своей территорией в предгорьях элитного района города стала представлять большой интерес для предпринимателей. В советское время вся территория киностудии в 16 га (по другим данным, 19 га) находилась в республиканской собственности на балансе киностудии. В середине 2000-х годов её передали из республиканской в коммунальную собственность акимата Алма-Аты, после чего городские власти получили право распоряжаться землёй студии. С 2006 года на части территории «Казахфильма» стали претендовать крупные застройщики-девелоперы. В 2007 году министр культуры Ермухамет Ертысбаев заявил, что министерством подготовлен проект переноса киностудии в пригород, и если решение о переезде киностудии утвердят, у застройщиков появится весьма привлекательный актив в виде участка, который будет использован для возведения коммерческих и жилых объектов элитного класса. Кинематографическая общественность выступила в защиту киностудии, против планов её переноса и продажи земельного участка. В 2009 году президент Казахстана Нурсултан Назарбаев высказался за сохранение киностудии и её имущества. В 2010 году киностудия вынуждена была взять свою бывшую территорию в 16,5 га в аренду у акимата сроком на 49 лет, с целевым назначением «производство кино».
С 2017 года акиматом города Алма-Аты был предпринят ряд шагов по отчуждению у «Казахфильма» земельного участка площадью 5,5 га (из 16,5 гектаров общей площади) с целью последующего строительства национально-культурного комплекса «Ethnoland», что встретило протест кинематографического сообщества, коллектива киностудии и творческой интеллигенции.

## Структура
В состав киностудии «Казахфильм» входят:

### Территория
На территории в 16,5 га расположены павильоны для съёмок, корпуса декоративно-технических сооружений, тонстудии, производственно-лабораторный корпус. Все необходимые для кинопроизводства цехи и технологические участки расположены в трёх специализированных зданиях.

### Павильоны для съёмок
Здание двухпавильонного корпуса имеет два киносъёмочных павильона, каждый площадью — 735 м²; высота павильонов — 8,2 м, полезная высота — 5,2 м. Есть возможность съёмки без использования операторских рельс. Полная звукоизоляция для синхронной записи «чистого звука». Возможность использования осветительной аппаратуры на уровне 4-го этажа. Наличие съёмочного приямка (для бассейна, подвала и другого). Возможность съёмки живого реквизита (овцы, лошади и другие), игрового транспорта.

### Производственно-лабораторный корпус
Производственно-лабораторный корпус имеет общую площадью 9113,2 м² , 1984 года постройки. В нём размещены: лаборатория обработки киноплёнок и копировальное отделение, где проводится проявка и печать материалов и копий кинофильмов.

### Тонстудия
Площадь тонстудии составляет 5967,4 м², построена в 1978 году. В здании размещены: ателье записи музыки, большое тонателье для записи крупных музыкальных коллективов (до 50 инструментов одновременно) и перезаписи фонограмм, залы речевого и шумового озвучания, эталонный зал, аппаратные для монтажа фонограмм, кинопросмотровые залы, комнаты монтажа кинофильмов, видеомонтажный комплекс, зал Dolby Stereo. Большой зал тонателье построен по принципу «коробка в коробке» с независимым фундаментом. Зал имеет переменную акустику. В здании тонстудии также располагается администрация киностудии «Казахфильм».

### Цех подготовки съёмок
На студии есть цех подготовки съёмок, располагающий участками по изготовлению различного игрового реквизита, пошиву костюмов, фактуровке материалов. Большое количество различного реквизита и костюмов хранится на складах этого цеха (более 25 тысяч единиц хранения). Изготовлением декораций занимается отделение декоративно-технических сооружений, которое состоит из бутафорского участка, деревообрабатывающего, слесарно-механического участков.
Кроме основных зданий, имеются следующие объекты:
- Фильмохранилище общей площадью 413,7 квадратных метров построено в 1989 году. В этом здании в специальных помещениях хранятся: комплекты исходных материалов кинофильмов, коллекция игровых и документальных кинофильмов, созданных киностудией «Казахфильм», а также кинолетопись и киножурналы.
- Автотранспортный цех
- Ветрогенератор на базе самолёта

## Собственники и стоимость студии
С момента основания киностудия находилась в ведении центральных органов государственного управления. В начале деятельности студии её собственником и управляющим было Министерство культуры, с 1963 года киностудия находилась в собственности и управлении Государственного Комитета Казахской ССР по кинематографии при Совете Министров (Госкино Казахской ССР). В 1996 году в связи с ликвидацией Госкино Казахской ССР собственником и управляющим киностудии стала Государственная компания «Казахкино» при Кабинете Министров РК (с 1997 года при Министерстве культуры Республики Казахстан). В 2000 году «Казахская кинофабрика им. Шакена Айманова», Национальный продюсерский центр РК, Казкинопрокат (Казахкино) и Госфильмофонд реорганизованы путём слияния в Республиканское государственное казённое предприятие — РГКП Национальная компания «Казахфильм» им. Шакена Айманова при Министерстве культуры Республики Казахстан.
По состоянию на 2024 год 100 % акций Киностудии «Казахфильм» принадлежат государству в лице Министерства культуры и информации РК. В соответствии с комплексным планом приватизации в 2014—2015 году 49 % акций собирались продать в частные руки посредством прямой адресной продажи. Общая стоимость киностудии «Казахфильм» была оценена в 3 398 529 000 тенге (18 370 427 долларов), доля киностудии «Казахфильм» в 49 процентов, выставленная на продажу оценена в 1 665 279 210 тенге (9 001 509 долларов). В результате протестов общественности и деятелей культуры Правительство РК отказалось от приватизации киностудии.

## Руководство
- 1953—1970 годы — Шакен Айманов, художественный руководитель, руководитель киностудии «Казахфильм»
- С 1978 года — Азербайжан Мамбетов, директор киностудии «Казахфильм»
- C 1992 года — Ардак Амиркулов, директор киностудии «Казахфильм»
- С 1996 года — Баккожа Касымжанов, директор киностудии «Казахфильм»
- С 12 мая 2002 года — Сергей Азимов, генеральный директор РКГП НК «Казахфильм»
- С 27 июня 2006 года — Сергей Азимов, президент АО «Казахфильм» имени Ш. Айманова
- С 21 ноября 2007 года — Анар Кашаганова, президент АО «Казахфильм» имени Ш. Айманова
- С 30 мая 2008 года — Ермек Аманшаев, президент АО «Казахфильм» имени Ш. Айманова
- С 30 января 2015 года — Бахыт Каирбеков, президент АО «Казахфильм» имени Ш. Айманова
- С 12 августа 2019 года — Асенов, Арман, президент АО «Казахфильм» имени Ш. Айманова
- С 7 июля 2020 года по 27 сентября 2022 года — Ахан Сатаев, президент АО «Казахфильм» имени Ш. Айманова[21]
- С 31 июля 2023 года по 31 июля 2024 года— Азамат Сатыбалды, президент АО «Казахфильм» имени Ш. Айманова[22]
- C 31 июля 2024 года — Айдар Омаров, исполняющий обязанности президента АО «Национальная киностудия „Казахфильм“ имени Ш. Айманова»

## Наиболее кассовые фильмы студии
Самые кассовые ленты студии «Казахфильм» в период 2015—2025:
1. «Томирис», 2019, режиссёр Акан Сатаев.
2. «Қазақ хандығы. Алтын тақ» («Алтын тақ»)", 2019, режиссёр Рустем Абдрашов.
3. «Балуан Шолақ», 2019, режиссёр Н.Садыгулов.
4. «Ең сулу», 2018, режиссёр Канагат Мустафин.
5. «Амре» (Париждегі ән), 2018, режиссёр Джефф Веспа.
6. «Алмас қылыш» («Алмазный меч»), 2017, режиссёр Рустем Абдрашов.
7. «Анаға апарар жол» («Дорога к матери»), 2016, режиссёр Акан Сатаев.
8. «16 қыз», 2016, режиссёр Канагат Мустафин.
9. «Жаңғақ тал» («Ореховое дерево»), 2016, режиссёр Ерлан Нурмухамбетов.

Самые кассовые ленты студии «Казахфильм» в советское время (1955—1990):
1. «Конец атамана», 1972, режиссёр Шакен Айманов — 30 600 000 зрителей при тираже 1274 копии.
2. «Тайны мадам Вонг», 1986, режиссёр Степан Пучинян — 30 100 000 зрителей — 982 копии.
3. «Девушка-джигит», 1955, режиссёр Павел Боголюбов, 27 800 000 зрителей.
4. «Там, где цветут эдельвейсы», 1966, режиссёр Ефим Арон и Шарип Бейсембаев, 25 300 000 зрителей, 928 копий.
5. «Транссибирский экспресс», 1978, режиссёр Эльдор Уразбаев, 23 800 000 зрителей, 1189 копий.
6. «Игла», 1988, режиссёр Рашид Нугманов, 15 500 000 зрителей, 1350 копий.
7. «Песнь о Маншук», 1971, режиссёр Мажит Бегалин, 13 500 000 зрителей, 1542 копии.
8. «Кыз-Жибек», 1972, режиссёр Султан-Ахмет Ходжиков, 7 800 000 зрителей, 331 копия.
9. «Лютый», 1974, режиссёр Толомуш Океев, 6 600 000 зрителей, 544 копии.
10. «Земля отцов», 1966, режиссёр Шакен Айманов, 4 200 000 зрителей, 807 копий.